# Hendrik III van Sayn

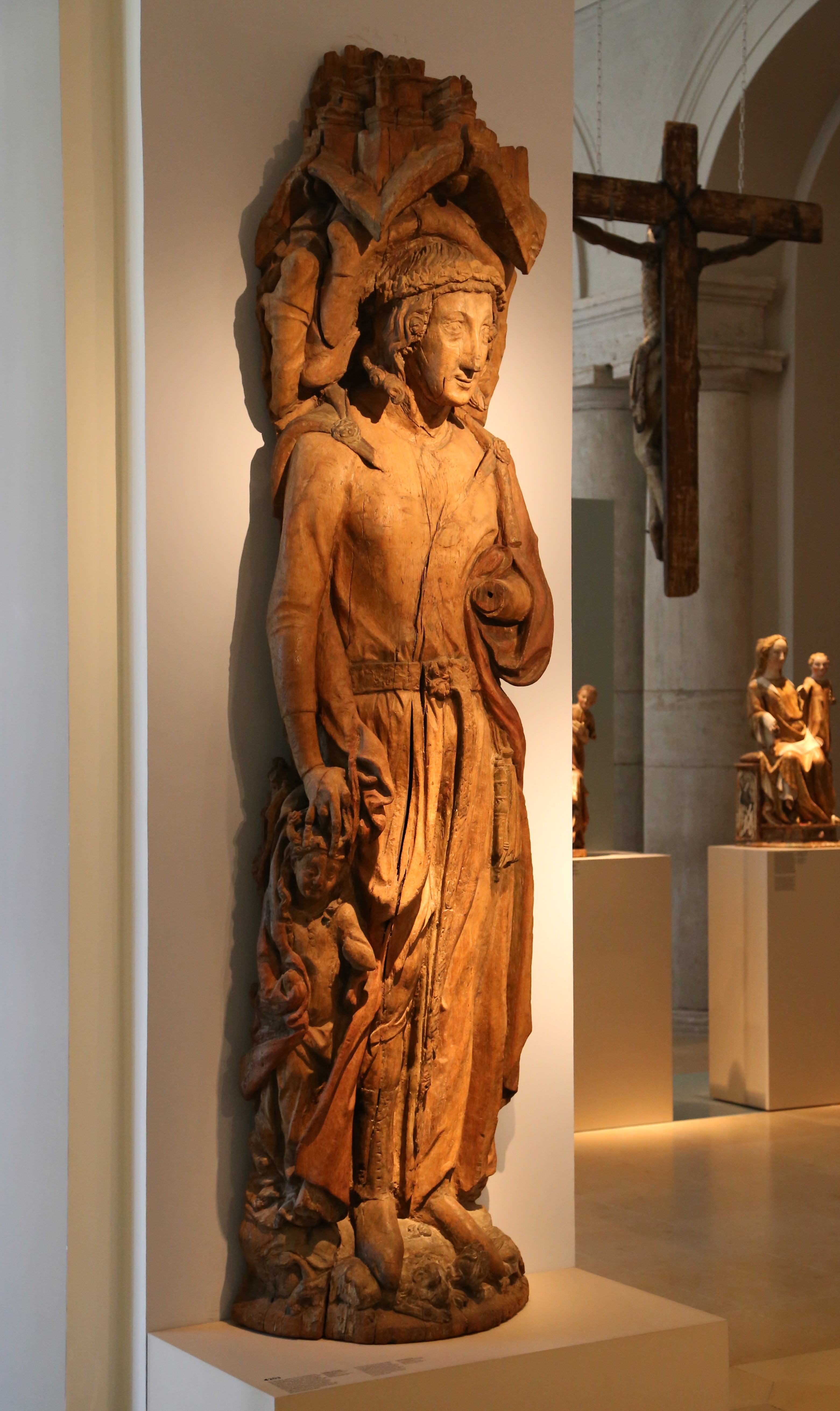
Grafbeeld, Germanisches Nationalmuseum

Hendrik III van Sayn (ca.1185-1247) was de laatste graaf van het Graafschap Sayn. Hij was de zoon van Hendrik II van Sayn en was getrouwd met Mechthild van Landsberg. Het echtpaar stierf kinderloos en hun domeinen gingen over naar de zus van Hendrik III, Adelheid, die getrouwd was met Gottfried III  van Sponheim. Haar drie kinderen verdeelden de graafschappen Sayn en Sponheim onder elkaar.
In 1233 beschuldigde de Duitse grootinquisiteur Koenraad van Marburg Hendrik van deelname aan satanische orgieën. Hendrik verdedigde zich voor een vergadering van bisschoppen in Mainz en werd vrijgesproken. Koenraad accepteerde het vonnis niet. Hij vertrok vervolgens vanuit Mainz naar Marburg en onderweg werd hij op 30 juli op brute wijze vermoord.